# Hexatoma (Eriocera) haemorrhoa
Hexatoma (Eriocera) haemorrhoa is een tweevleugelige uit de familie steltmuggen (Limoniidae). De soort komt voor in het Neotropisch gebied.